# Zbór kalwiński w Łapczynej Woli
Zbór kalwiński w Łapczynej Woli – zbór kalwiński, który znajdujdował się w Łapczynej Woli, w gminie Kluczewsko, w powiecie włoszczowskim. Zrujnowany obiekt został wpisany do rejestru zabytków nieruchomych województwa świętokrzyskiego. 

## Historia
Zbór ufundowany prawdopodobnie na początku XVII wieku, a na pewno przed 1629, przez rodzinę Bobrownickich herbu Doliwa. Na początku XVIII wieku pełnił przy nim obowiązki duchowne Jan Petroselin. Jeszcze w 1730 odprawiano w zborze nabożeństwa; ministrem przy nim był wówczas, Samuel Aram. W 1754 zbór w Łapczynej Woli nie miał już pastora. Nieużytkowany, powoli popadał w ruinę, choć był wymieniany jako osobna parafia jeszcze w 1822 roku, a kalwińskie rodziny Konarskich, Bobrowinickich i Kosseckich mieszkały w okolicy do 1945 roku.
W podziemiach świątyni pochowano fundatorów i dobrodziejów zboru; w XX wieku ich trumny zostały ograbione a ciała sprofanowane.

## Architektura
Była to budowla prostokątna, z wieżą od frontu i szczupłym prezbiterium. Wieża miała sześć małych okienek, nawa cztery podłużne okna, a prezbiterium trzy. Prawie metrowej grubości mury wzniesiono z kamienia wapiennego; wnętrze posiadało sklepienie.